# بنة دري (كوهستان)
بنة دري (بالفارسية: بنه دری) هي قرية تقع في إيران في Kuhestan Rural District. يقدر عدد سكانها بـ 123 نسمة بحسب إحصاء 2016.